# マーガレット・サザーランド
マーガレット・サザーランド（Margaret Sutherland、1897年11月20日 - 1984年8月12日）は、オーストラリアの作曲家。
アデレードで生まれた。1864年にスコットランドのグラスゴーからオーストラリアに移住してきた一族の出身で、多くの芸術家や学者を親族にもっている。父親のウィリアム(William Sutherland: 1859-1911) はジャーナリストで、姉のルース・サザーランド(1884-1928)は画家、美術評論家になった。メルボルンで育ち、1920年代にヨーロッパに留学し、ロンドンではアーノルド・バックスに師事した。第二次世界大戦中はメルボルンで赤十字のための室内楽コンサートを主催したり、教育・音楽・美術のための評議会のメンバーになったりした。その後も様々な文化団体に関係した。
1969年、メルボルン大学から博士号を贈られ、1970年には大英帝国勲章が贈られた。
主な作品に交響曲、『4つの気質』、ヴァイオリン協奏曲、交響詩『ホーンテッド・ヒルズ』、室内オペラ『若きカッバーリ』などがあるが、大半は室内楽曲である。